# Tomoyuki Higuchi
Tomoyuki Higuchi (født 2. marts 1985) er en tidligere japansk fodboldspiller.
Han har spillet for flere forskellige klubber i sin karriere, herunder Thespa Kusatsu.